# M/S Capella
M/S Capella är ett svenskt torrlastfartyg, som byggdes 1929 på Kalmar varv.
Capella byggdes för Rederi Svensk Engelska Mineralolje AB, då med namnet Shell I, för att kunna ta 300 oljefat. Hon trafikerade Stockholms skärgård och Mälaren till 1949. Därefter användes hon av marinen, utrustad med passiva undervattensmikrofoner, sonar, dyktuber och annan teknisk utrustning som arbetsfartyg, specialfartyg, experimentfartyg och försöksfartyg till 1986, varefter hon har varit registrerat som fritidsfartyg.
Capella är k-märkt.